# Rockchip
Rockchip (Fuzhou Rockchip Electronics Co., Ltd.) és una empresa xinesa de semiconductors sense fables amb seu a Fuzhou, província de Fujian. Rockchip ha estat proporcionant productes SoC per a tauletes i ordinadors, caixes de televisió multimèdia en streaming, àudio i visió AI, maquinari IoT des de la seva fundació l'any 2001. Té oficines a Xangai, Pequín, Shenzhen, Hangzhou i Hong Kong. Dissenya productes de sistema en un xip (SoC), utilitzant l'arquitectura ARM amb llicència d'ARM Holdings per a la majoria dels seus projectes.
Rockchip va ser un dels 50 principals proveïdors de C sense fables el 2018. La companyia va establir una cooperació amb Google, Microsoft i Intel. El 27 de maig de 2014, Intel va anunciar un acord amb Rockchip per adoptar l'arquitectura Intel per a tauletes d'entrada.

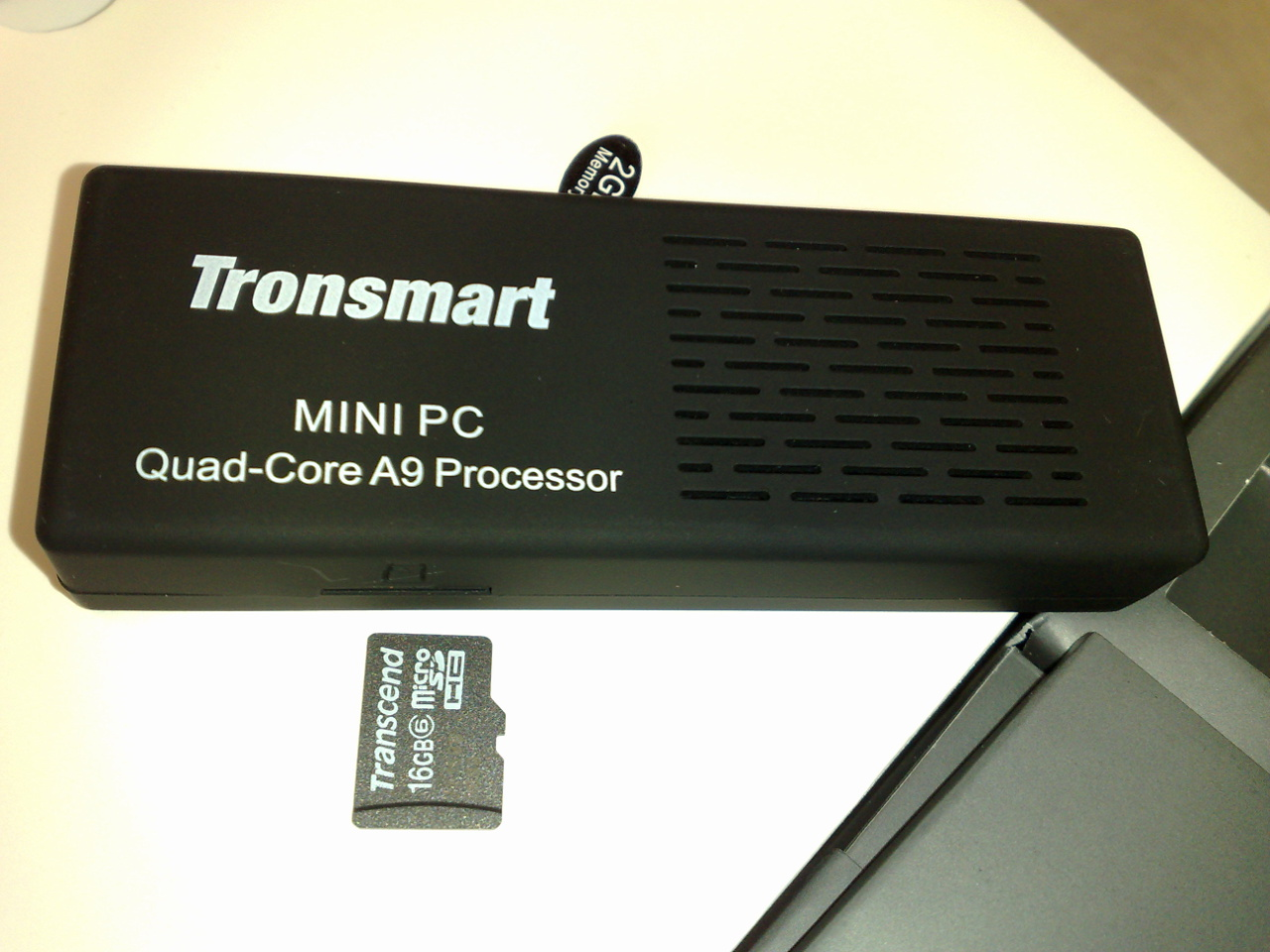
Tronsmart MK908, un "mini PC" d'Android de quatre nuclis basat en Rockchip amb una targeta microSD al costat per a una comparació de mida.

Rockchip és un proveïdor de SoC als fabricants xinesos de tauletes de caixa blanca, a més de subministrar OEM com Asus, HP, Samsung i Toshiba.

## Productes
El RK3588 és el SoC insígnia de Rockchip. Té una versió més petita, anomenada RK3588S.
El RK3399 és l'antic vaixell insígnia de Rockchip i el predecessor del RK3588.
Dual Cortex-A72 i Quad Cortex-A53 i Mali-T860MP4 GPU, que ofereixen un alt rendiment informàtic i multimèdia, interfícies i perifèrics rics. I el programari admet diverses API: OpenGL ES 3.2, Vulkan 1.0, OpenCL 1.1/1.2, OpenVX 1.0, les interfícies AI admeten l'API TensorFlow Lite/AndroidNN.
El codi font de Linux RK3399 i els documents de maquinari es troben a GitHub i al lloc web de codi obert de Wiki.

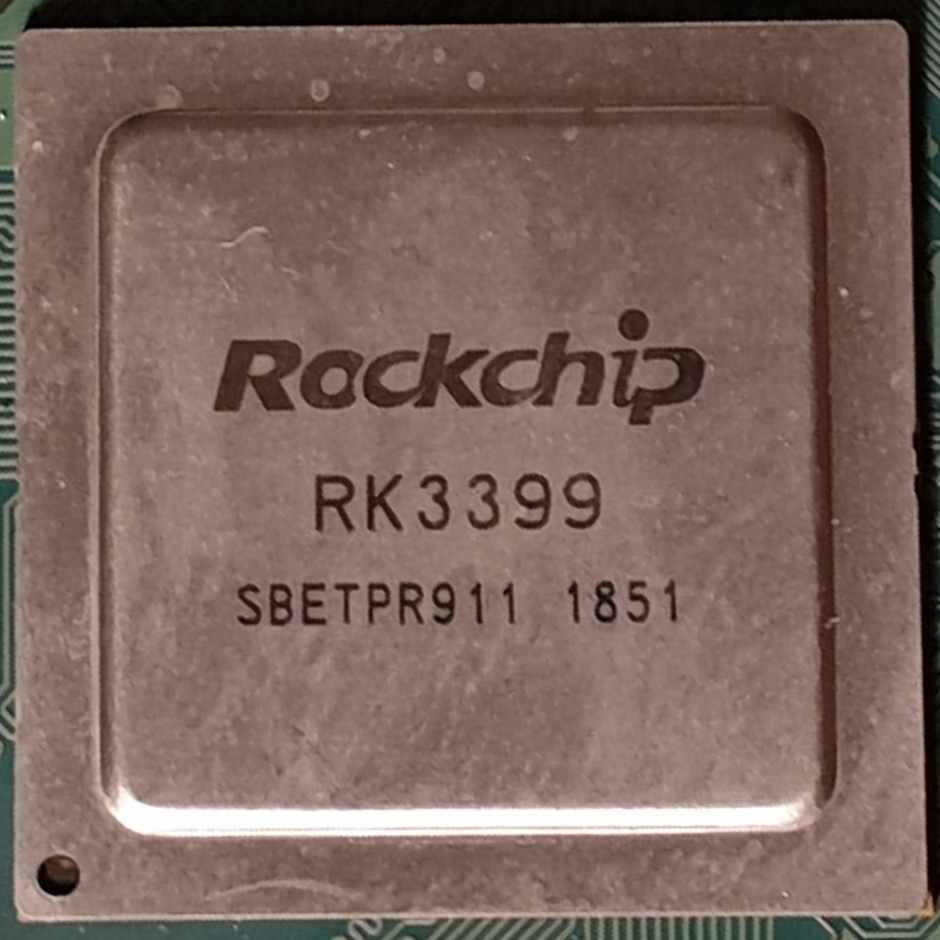
RK3399